# Ludwig Gaston von Sachsen-Coburg und Gotha

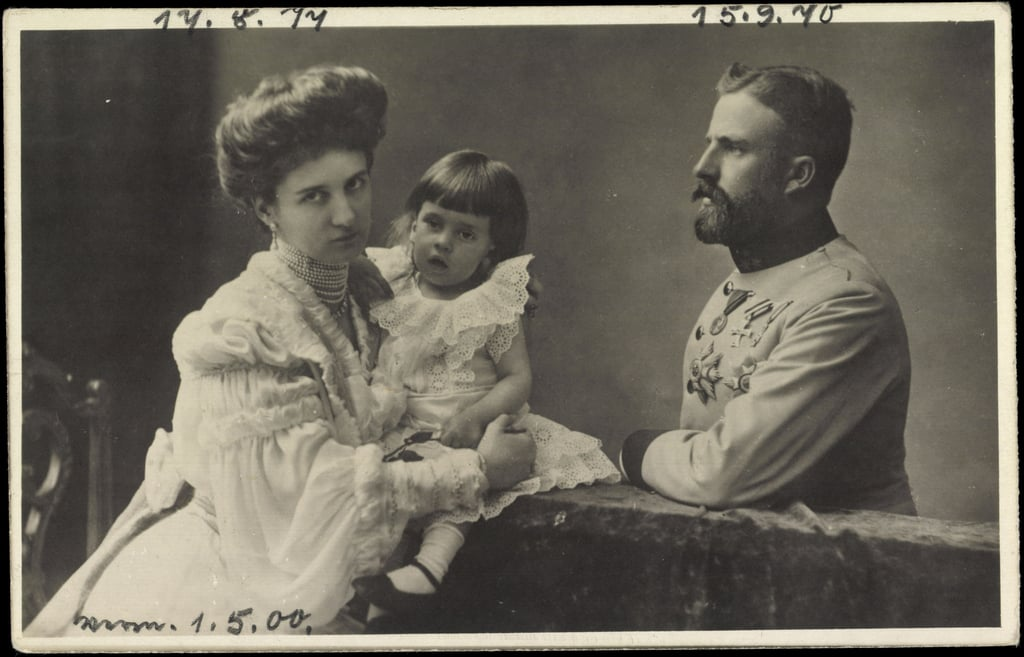
Prinz Ludwig Gaston von Sachsen-Coburg und Gotha

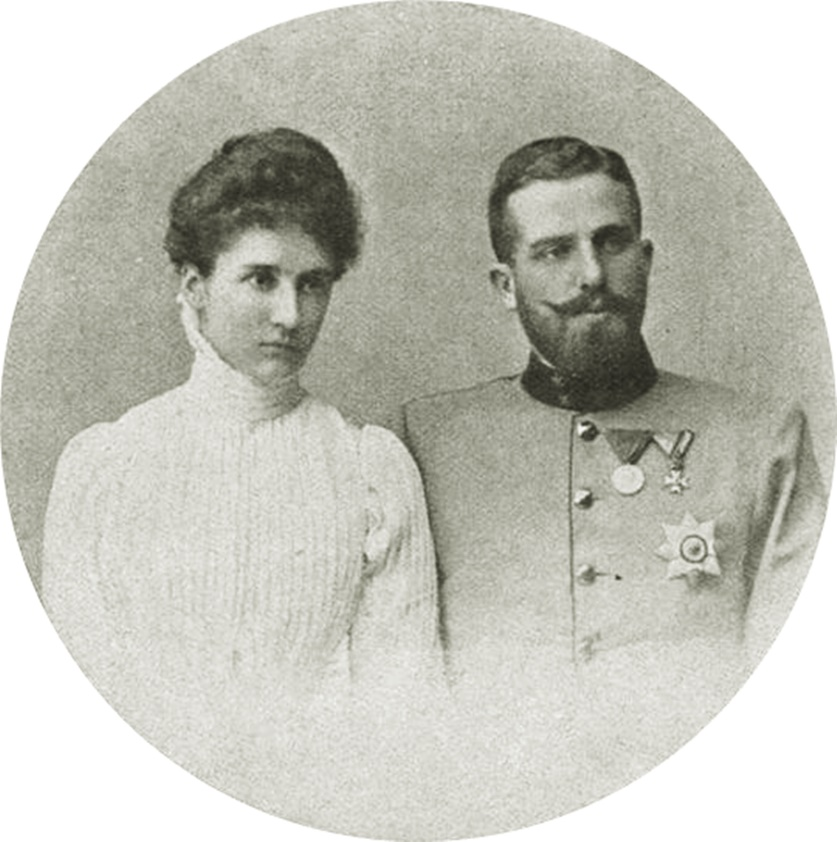
Ludwig Gaston von Sachsen-Coburg und Gotha mit seiner Gattin Mathilde von Bayern, 1900. Der Prinz trägt hier den Stern zum Großkreuz des Sachsen-Ernestinischen-Hausordens

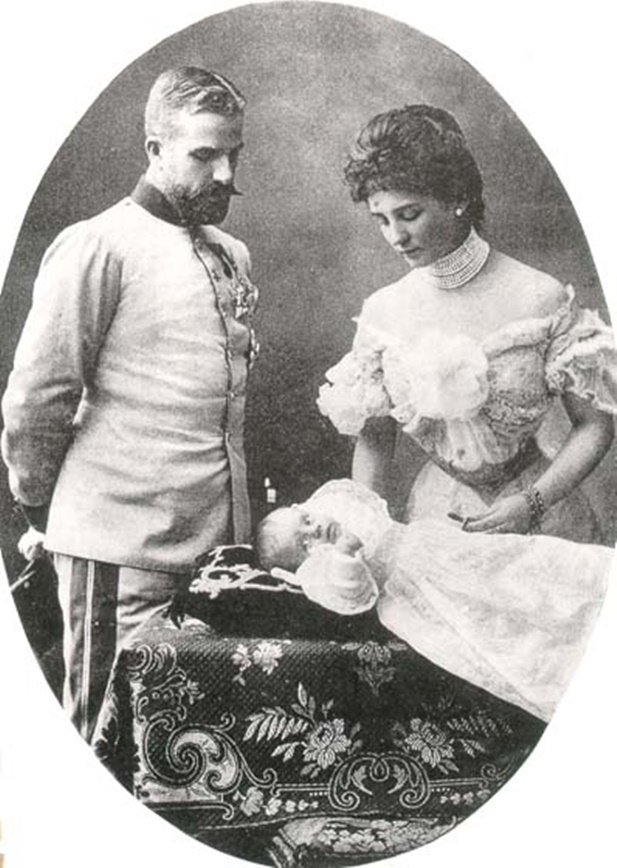
Ludwig Gaston mit seiner Frau Mathilde und ihrem Sohn Antonius, ca. 1901

Ludwig Gaston Clemens Maria Michael Gabriel Raphael Gonzaga von Sachsen-Coburg und Gotha (* 15. September 1870 in Ebenthal (Niederösterreich), Schloss Ebenthal; † 23. Jänner 1942 in Innsbruck) war ein Prinz von Sachsen-Coburg und Gotha aus der katholischen Seitenlinie Koháry, österreichischer Offizier sowie Schwiegersohn König Ludwig III. von Bayern.

## Leben
Ludwig Gaston war der jüngste von vier Söhnen des Prinzen Ludwig August von Sachsen-Coburg und Gotha (1845–1907), aus dessen Ehe mit der Infantin Leopoldina von Brasilien, Tochter des Kaisers Peter II. von Brasilien. Der Prinz kam auf dem österreichischen Schloss Ebenthal, Stammsitz  seines Coburger Koháry-Familienzweiges, zur Welt und wuchs in Brasilien auf, wo zu jener Zeit noch sein kaiserlicher Großvater herrschte. 1889, beim Sturz der brasilianischen Monarchie, floh Ludwig Gaston mit seiner Familie nach Europa.
Er trat zu Wiener Neustadt in die Theresianische Militärakademie ein, die er 1892 erfolgreich absolvierte. Danach wurde er als Leutnant zum 4. Tiroler Kaiserjäger-Regiment nach Lienz versetzt. Am 1. Mai 1896 erhielt der Prinz den Rang eines Oberleutnants, am 29. März 1900 wechselte er zum 1. Tiroler Kaiserjäger-Regiment in Innsbruck und mit Datum vom 1. Mai 1903 avancierte Ludwig Gaston von Sachsen-Coburg und Gotha zum Hauptmann.
Am 1. Mai 1900 heiratete er Prinzessin Mathilde von Bayern (1877–1906), die Tochter des damaligen bayerischen Thronfolgers und späteren Königs Ludwig III. von Bayern. Zu jener Zeit regierte im Königreich Bayern noch dessen Vater Prinzregent Luitpold, der auch die Hochzeit des jungen Paares ausrichtete. Prinzessin Mathilde war seine Lieblingsenkelin. Sie starb bereits 1906 an einem Lungenleiden im schweizerischen Davos und hinterließ ihren Gatten mit zwei kleinen Kindern.
Dieser schied mit Datum vom 8. Februar 1907 aus der k.u.k. Armee aus, heiratete am 30. November 1907 Gräfin Maria Anna von und zu Trauttmansdorff-Weinsberg (1873–1948), die Tochter von Fürst Karl Johann Nepomuk Ferdinand von und zu Trauttmansdorff-Weinsberg (1845–1921) und lebte nun als Privatmann und Familienvater. Mit seiner zweiten Gemahlin hatte Prinz Ludwig Gaston nochmals eine Tochter. Er starb 1942 in Innsbruck und wurde in der sogenannten Koháry-Gruft der Kirche St. Augustin in Coburg beigesetzt.
Ludwig Gaston von Sachsen-Coburg und Gotha war Inhaber des Großkreuzes des Sachsen-Ernestinischen-Hausordens.
Seine Tochter aus erster Ehe, Maria Immaculata von Sachsen-Coburg und Gotha (1904–1940), war in der katholischen Kirche stark engagiert und initiierte im deutschsprachigen Raum die „Gebetsgemeinschaft zur Unterstützung des Priesterberufs“, aus der sich das Päpstliche Werk für geistliche Berufe entwickelte.
Des Prinzen Bruder, August Leopold von Sachsen-Coburg und Gotha (1867–1922), galt unter den brasilianischen Monarchisten als Thronprätendent.

## Nachkommen
Aus der Ehe mit Mathilde von Bayern gingen zwei Kinder hervor:
- Antonius (* 17. Juni 1901 in Innsbruck; † 1. September 1970 in Haar)

⚭ 14. Mai 1938 Luise Marie Mayrhofer, ohne Kinder
- Maria Immaculata (* 10. September 1904 in Innsbruck; † 18. März 1940 in Varese), unverheiratet.

Antonius ist auf dem zur Filialkirche St. Peter und Paul gehörenden Friedhof des Starnberger Ortsteiles Rieden beigesetzt.
Aus der Verbindung mit Maria Anna Trauttmansdorff-Weinsberg hatte er eine Tochter:
- Josephine Maria Anna (* 20. September 1911 in Steyr[2]; † 27. November 1997)

⚭ 12. Mai 1937 Richard Friedrich Baron von Baratta-Dragano; geschieden am 23. Februar 1945, zwei Kinder als Nachkommen.